# Teregova
Teregova è un comune della Romania di 4238 abitanti, ubicato nel distretto di Caraș-Severin, nella regione storica del Banato.
Il comune è formato dall'unione di due villaggi: Rusca e Teregova.
Nei pressi di Teregova si trovano i resti di un castrum Romano del II-III secolo chiamato Ad Pannonios, all'epoca sede di un distaccamento fisso di truppe.
Teregova ha dato i natali al fisico e biochimico Sorin Comoroșan (1927).